# Guðmundur Steinarsson
Guðmundur Steinarsson (ur. 20 października 1979) – islandzki piłkarz, środkowy napastnik, od lipca 2009 roku piłkarz klubu ÍBK Keflavík.

## Kariera klubowa
Guðmundur zaczynał w ÍBK Keflavík i grał przez 6 lat, a w 1999 roku został wypożyczony do Akureyrar. W 2002 roku wytransferowano go do duńskiego Brønshøj BK. W tym klubie grał do 2003 roku, z krótką przerwą na wypożyczenie do Fram. W 2004 roku powrócił do swojego pierwszego klubu – ÍBK Keflavík. Spędził w nim swoje najlepsze lata, a w sezonie 2008 został królem strzelców z dorobkiem 16 goli. Ten wyczyn spowodował transfer do drużyny z Liechtensteinu grającej w szwajcarskiej Swiss Super League, FC Vaduz. Jednak w tym klubie kariery wielkiej nie zrobił i po półrocznym pobycie zdecydował się na powrót do ÍBK Keflavík.

## Kariera reprezentacyjna
Guðmundur grał w reprezentacjach młodzieżowych Islandii. Obecnie gra w seniorskiej reprezentacji, w której zadebiutował 8 marca 2002 roku w towarzyskim meczu z Brazylją. Islandia przegrała ten mecz 1:6.